# Остроухов, Илья Семёнович
Илья́ Семёнович Остроу́хов (20 июля [1 августа] 1858, Москва — 8 июля 1929, Москва) — русский живописец-пейзажист, коллекционер живописи и древнерусских икон, мастер атрибуции картин. Член Товарищества передвижных художественных выставок, Союза русских художников, академик петербургской Академии художеств. Друг П. М. Третьякова, один из руководителей Третьяковской галереи.

## Биография
Происходил из купеческой семьи потомственного почетного гражданина Семена Васильевича Остроухова. Был женат на дочери чаеторговца Петра Боткина Надежде, входил в состав директоров Товарищества чайной торговли П. Боткина. В 1870 году поступил в Московскую практическую академию коммерческих наук. Во время обучения увлёкся зоологией: вступил в переписку с А. Брэмом, начал собирать энтомологическую коллекцию, которая впоследствии будет подарена Московскому университету. Им была также написана книга «Ужение рыбы» (М., 1877).
Первые уроки живописи получил в апреле 1880 года у известного в Москве «домашнего профессора» А. А. Киселёва, который обучал детей А. И. Мамонтова. С семьёй Мамонтовых он познакомился ещё в 1874 году, когда принёс известному издателю свои очерки «Птицы Средней России». С тех пор он подружился с его сыновьями Юрием и Михаилом. Желание научиться рисовать вызвали у Остроухова картины В. Д. Поленова на выставке ТПХВ: «Московский дворик», «Бабушкин сад», «Заросший пруд»… Как сам он признавался «после этих поленовских пейзажей я стал уже серьезно изыскивать способы, как приступить к делу, осложнявшемуся прежде всего возрастом». Осенью 1880 года Остроухов скопировал поленовский этюд, находившийся у его учителя; в октябре 1881 года посетил мастерскую Поленова, копировал его картину «Заросший пруд». Зимой 1881 года одновременно с занятиями у Киселёва, Остроухов брал уроки у И. Е. Репина. Тогда же, на Рождественские праздники Остроухов вместе с В. М. Васнецовым оформлял афишу и декорации дворца Берендея к домашнему спектаклю семьи С. И. Мамонтова «Снегурочка» Впоследствии, в 1884 году, вместе со своим ближайшим другом, Валентином Серовым он примет участие в оформлении другого домашнего спектакля — «Чёрный тюрбан», а затем выполнит эскиз декорации «Кабачок» ко 2-му акту спектакля «Кармен» частной оперы С. И. Мамонтова; после премьеры спектакля 22 декабря 1885 года В. Д. Поленов заметил в одном из писем: «Илья Семенович имел также художественный успех, но в декорационном искусстве. Его декорация к „Кармен“ очень понравилась». Однако основным в творчестве И. С. Остроухова стал пейзаж.

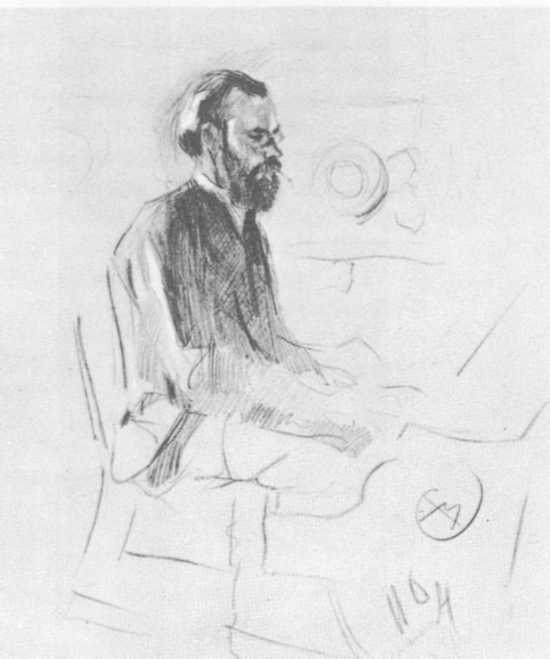
В. А. Серов. И. С. Остроухов за роялем. 1886. Бумага, графитный карандаш. Государственная Третьяковская галерея, Москва

В мамонтовское Абрамцево впервые Остроухов попал летом 1882 года. В это время здесь строилась церковь Спаса Нерукотворного Образа и Остроуховым был написан этюд церкви, — ещё без часовни, пристроенной позднее. В 1883 году он написал этюд «Интерьер Абрамцевской церкви». Неоднократно бывая в Абрамцево, написал целый ряд пейзажных этюдов.
Осенью 1882 года по совету Репина он уехал для продолжения учения в Петербург. Не смог поступить в Академию художеств и остался здесь на один год вольнослушателем. Кроме занятий в гипсовом зале Академии, он посещал акварельные вечера Репина и занимался рисунком в школе Императорского общества поощрения художеств. Главными же стали занятия в частной мастерской П. П. Чистякова, где Остроухов занимался на протяжении двух сезонов — 1882/83 и 1883/84 годов. Осенью 1886 года начал заниматься в классе В. Е. Маковского в Училище живописи, ваяния и зодчества.
Публичный дебют художника Остроухова состоялся в 1884 году, когда на периодической выставке Московского общества любителей художеств (МОЛХ) выставил пейзаж «Речка». В феврале 1886 года на XIV выставке ТПХВ были показаны его картины «Первый снег» и «Ранняя весна». Последней Остроухов был недоволен и в течение двух лет перерабатывал; в конце 1887 года она была представлена на 7-й выставке МОЛХ. Но в начале этого года на очередной XV выставке Товарищества передвижников он показал другой свой пейзаж — «Золотая осень». Обе эти работы в 1887 году были приобретены П. М. Третьяковым. В это период Остроухов дважды посетил Европу: сначала Германию, Австрию и Францию. А летом 1887 года он посетил Италию вместе с В. А. Серовым и братьями М. А. и Ю. А. Мамонтовыми; из поездки были привезены этюды Венеции. В 1889 году выставил на XVII выставке ТПХВ пейзаж «Первая зелень», который пополнил собрание П. М. Третьякова.
После смерти 4 декабря 1898 года П. М. Третьякова, московской думой было выработано специальное «Положение о Галерее», по которому во главе её должен был стоять попечитель, избираемый думой и являющийся одновременно председателем Совета галереи, состоящего из четырёх членов, которые также подлежали избранию думой. В июне 1899 года первым попечителем был избран тогдашний городской голова князь В. М. Голицын, в Совет избраны В. А. Серов и коллекционеры И. С. Остроухов и И. Е. Цветков; а 27 июля в его состав ввели одну из четырёх дочерей Павла Михайловича — Александру Павловну Боткину. Остроухов в период с 1899 по 1903 и с 1905 по 1913 годы был фактическим руководителем попечительского совета Третьяковской галереи. В июне 1903 года И. С. Остроухов был отстранен от дел; ему вменялись в вину слишком большие траты на новые приобретения. Он уехал в Европу, чтобы поправить здоровье в санатории в Вогезах. Хотя в первом туре выборов попечителя Городской художественной галереи братьев Третьяковых в Московской городской думе, 28 января 1905 года, кандидатура Остроухова была забаллотирована, уже 10 марта он всё-таки был избран на пост председателя Совета и попечителя галереи. После того, как 16 января 1913 года душевнобольной посетитель Третьяковской галереи изрезал картину Репина «Иван Грозный и сын его Иван» началась скрытая травля Остроухова, организованная его недоброжелателями, вскоре художник подал в отставку.
Его наиболее известными картинами стали: «Золотая осень» (1886), «Первая зелень» (1887) и «Сиверко» (1890). Особое место в Творчестве Остроухова занимает картина «Сиверко», которая создавалась на основе этюдного материала; И. Э. Грабарь писал:

В этой вещи есть замечательная серьёзность, есть какая-то значимость, не дающая картине стариться и сохраняющая ей бодрость живописи, ясность мысли и свежесть чувств, несмотря на все новейшие технические успехи и через головы всех модернистов.

В 1891 году, после XIX выставки ТПХВ, на которой экспонировалась картина «Сиверко», Илья Семёнович Остроухов, вместе с другими десятью экспонентами, был принят в Товарищество.
Несмотря на признание его как пейзажиста, он имел интерес и к портретному жанру. Ещё занимаясь у Чистякова, Остроухов в письме С. В. Флерову (4 ноября 1883) сообщал, что работает над большим портретом А. П. Ленского в костюме Петруччио из шекспировской пьесы «Укрощение строптивой». Также известен его портрет С. П. Боткина, написанный в 1889 году. Известны его графические портреты А. А. Киселёва (Русский музей) и А. В. Всеволожского (Музей-заповедник В. Д. Поленова), а также написанный в 1909 году портрет А. П. Остроумовой-Лебедевой (частное собрание).

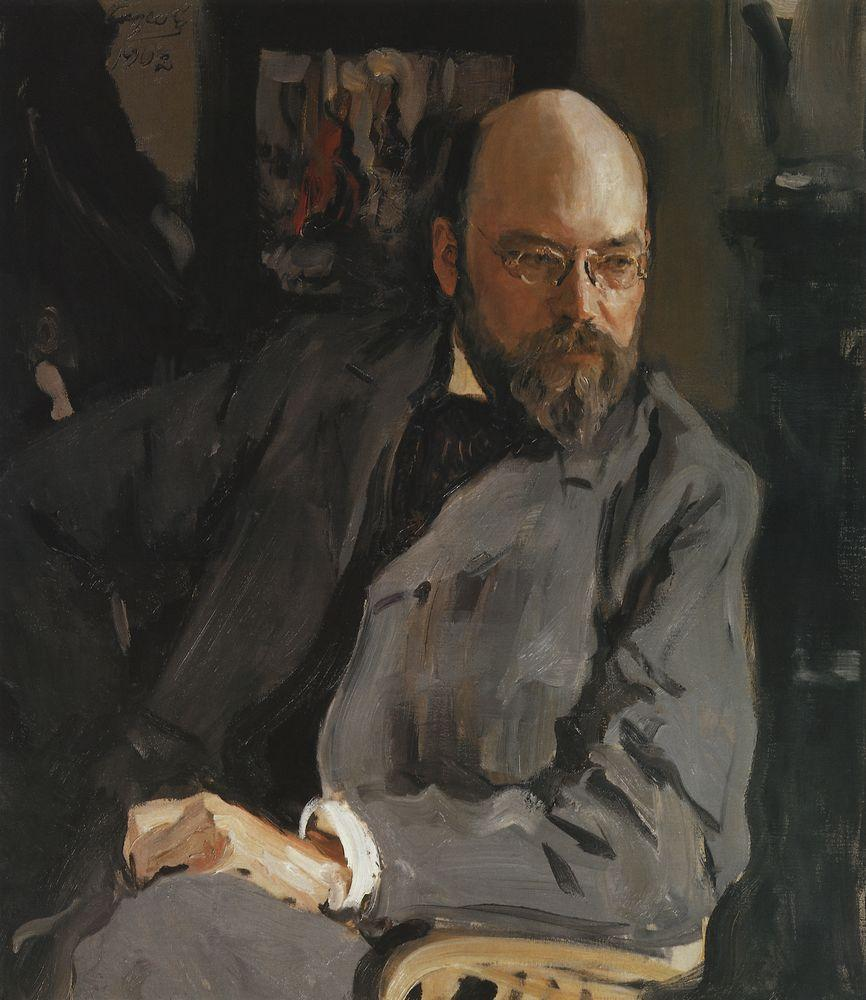
В. А. Серов. Портрет художника Ильи Остроухова. 1902. Холст, масло. Государственная Третьяковская галерея, Москва

В 1900 году И. С. Остроухов был выбран устроителем Русского отдела на Всемирной выставке в Париже; по окончании выставки он был награждён орденом Почётного легиона.
Став в 1901 году гласным Московской городской думы, а в 1905 году — председателем Совета и попечителем Третьяковской галереи. В 1906 году И. С. Остроухов был избран действительным членом Академии художеств. С этого времени он практически прекратил занятия живописью в пользу общественной деятельности. И только в 1916 году, когда Остроухов две с половиной недели жил на даче Гучковых в Крыму, находящейся на территории нынешнего лагеря «Артек», он вернулся к живописи; вернувшись в Москву он сообщал: «Я сделал шесть удачных этюдов, не выходя за пределы владения. Вообще я почувствовал там такое влечение к писанию, что даже здесь начал nature morte с привезенных из Ялты раковин». В январе 1918 года на выставке Союза русских художников в Москве экспонировались его последние натурные пейзажи: «Крымский полдень» (1916), «Утро в Гурзуфе» (1916), «Слива-персик в цвету» (1917). В дальнейшем, из-за болезни ноги, пейзажи он писал в мастерской по прежним этюдам: в 1921 году были созданы «Не дрожат листы…» и «Березовая осень».

## Остроухов-коллекционер
В 1890-х годах Остроухов начал формировать свою художественную коллекцию. Этому способствовала его женитьба в июле 1889 года на дочери богатого чаеторговца Н. П. Боткиной. В качестве приданого был получен дом в Трубниковском переулке (№ 17). Первой картиной живописного собрания Остроухова стал этюд В. Д. Поленова «Лодка», подаренный ему автором ещё летом 1882 года, в 1885 году И. И. Левитан подарил этюд «Мостик. Саввинская слобода». Со временем оно пополнилось произведениями И. Е. Репина (17 живописных работ), В. А. Серова (12 живописных работ), В. Д. Поленова (11 живописных работ), М. А. Врубеля (3 работы), В. И. Сурикова (6 работ), И. И. Левитана; русская школа первой половины — середины XIX века была представлена картинами П. А. Федотова, Ф. А. Васильева (11 картин и этюдов), А. К. Саврасова. В собрание входили уникальные работы А. П. Лосенко, Ф. М. Матвеева, А. Е. Егорова, В. К. Шебуева, Ф. А. Бруни, П. Ф. Соколова, К. П. Брюллова, О. А. Кипренского. В коллекции Остроухова преобладали этюды, так как именно их он высоко ценил. Раздел западноевропейской живописи был сравнительно небольшим сравнительно с русским; в нём выделялись работы мастеров импрессионизма Э. Дега, О. Ренуара, Э. Мане («Портрет Антонена Пруста») и А. Матисса; одна из картин («Монахиня на смертном ложе»), числившаяся у Остроухова произведением неизвестного испанского художника, затем некоторое время называлась работой Ф. Гойи. В послереволюционное время Остроухов отмечал: «Масляной живописи русских художников — 330, рисунков русских художников — 550».
Кроме живописи Остроухов собирал древнерусские иконы; его собрание икон считалось одним из лучших в России. Внучатая племянница Остроухова, Вера Ивановна Гучкова-Прохорова, вспоминала посещение иконной части собрания:

Меня охватило ощущение, которое редко посещает. <…> Ощущение всеобщей любви — вот что я пережила в стенах остроуховского собрания икон. Мне хотелось возвращаться к ним снова и снова. <…> Мы снова и снова подходили к полюбившимся мне иконам, дядя Иля показывал мне и другие … тут царила такая атмосфера спокойствия, как будто нет и не может быть никаких несчастий — пожаров, бомб … Потом, когда дошёл черед до современной части собрания, то самое сильное впечатление произвел Врубель — я испытала давящий страх…

## Картины из коллекции И. С. Остроухова

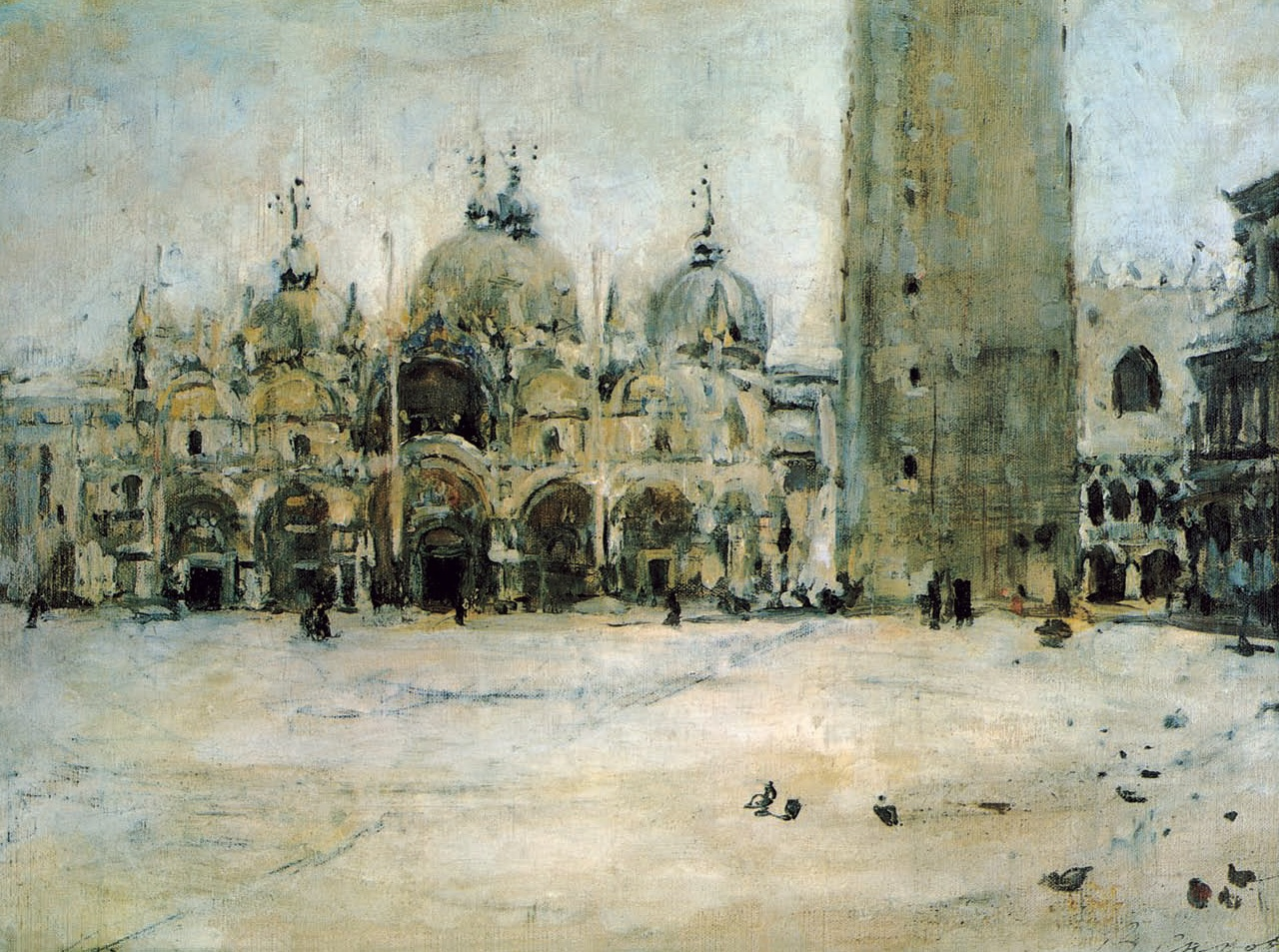
В. А. Серов. Площадь Святого Марка в Венеции. 1887. Холст, масло. Государственная Третьяковская галерея, Москва
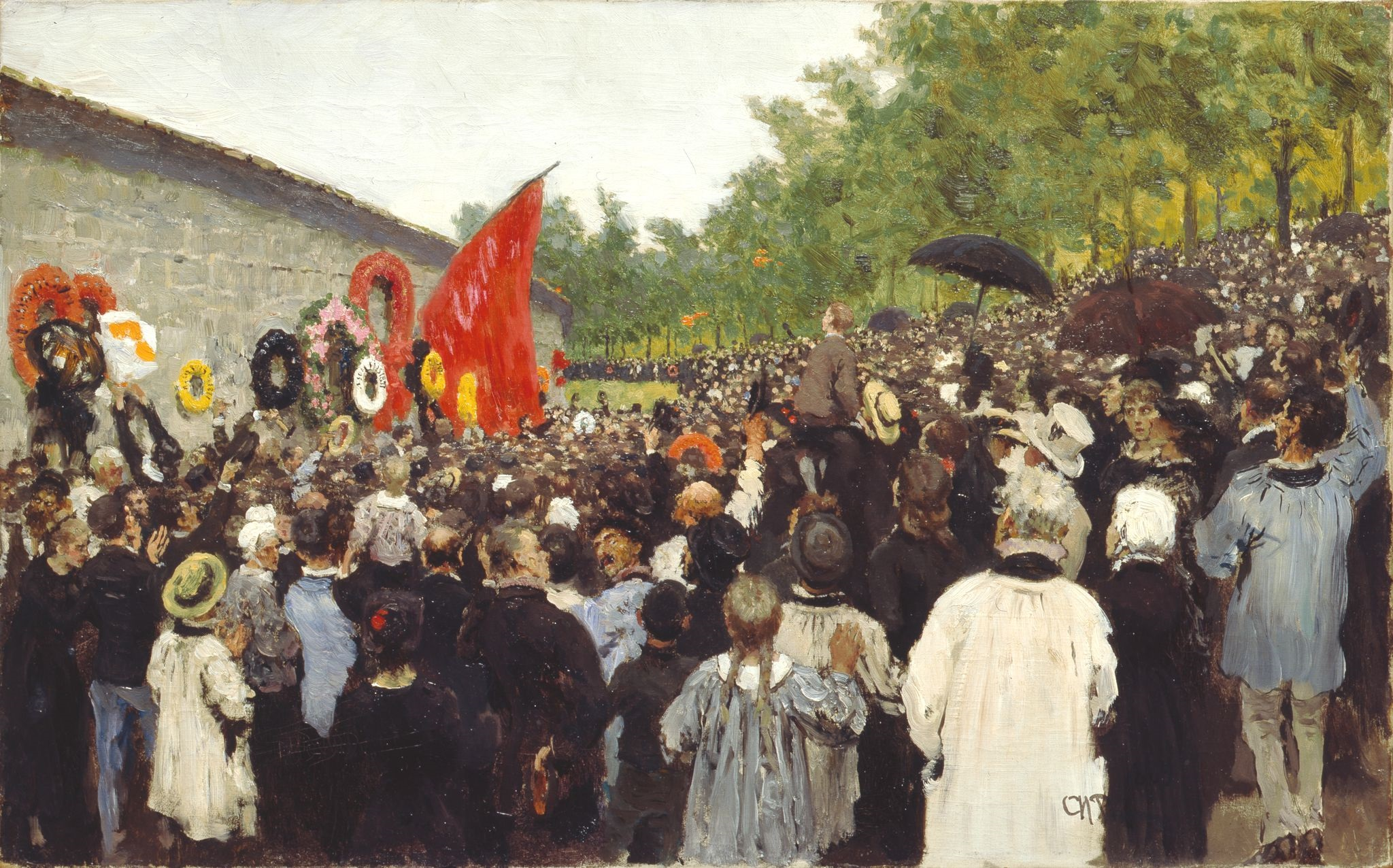
И. Е. Репин. Годовой поминальный митинг у Стены коммунаров на кладбище Пер-Лашез в Париже. 1883. Холст, масло. Государственная Третьяковская галерея, Москва
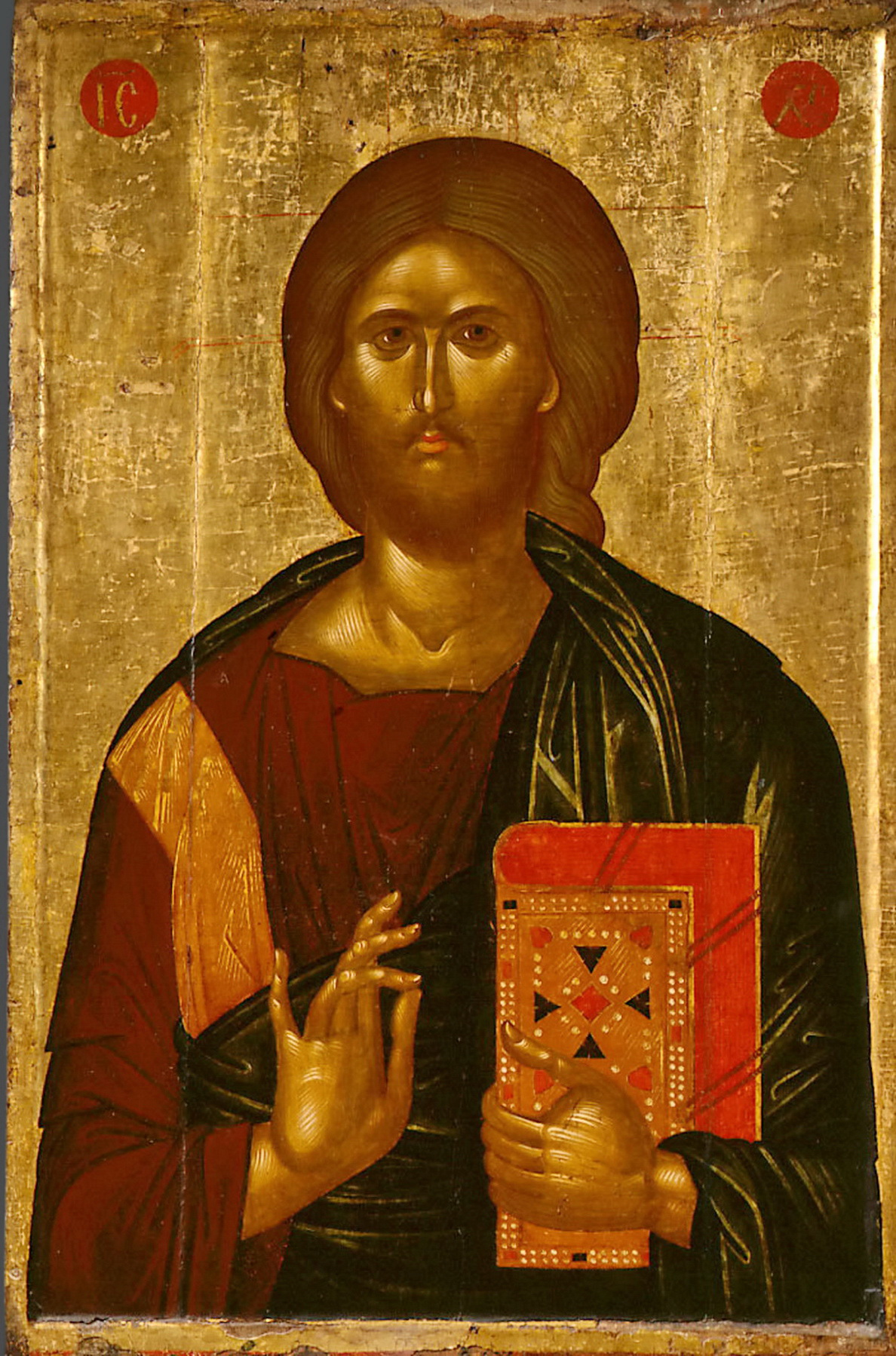
Христос Пантократор. Икона. Вт. четв. XV в. Дерево, темпера. Государственный Музей изобразительных искусств им. А. С. Пушкина, Москва

Коллекция Остроухова была доступна как частный музей. Живопись, графика и скульптура были размещены в нижних комнатах, иконы — наверху. В 1914 году к зданию была сделана двухэтажная каменная пристройка «для хранения книг с устройством внутренней несгораемой лестницы». Библиотека Остроухова (более 12 тысяч томов) представляла значительную ценность. В 1914 году Остроухов издал её Алфавитный указатель (тиражом 100 экз.), по которому собрание насчитывало 2306 наименований книг и 26 наименований отечественной и зарубежной периодики. Среди иностранных изданий здесь были «Божественная комедия» 1515 года издания, «Описание путешествия в Московию» Олеария, «Декамерон» (1757) и др. В русской части было множество прижизненных изданий: Г. Р. Державина, Н. М. Языкова, И. А. Крылова, В. А. Жуковского, Н. В. Гоголя, А. С. Пушкина; полные собрания сочинений писателей XIX века; также рукописное, так называемое «Золотое Евангелие», — начала XV века и Киево-Печерский патерик (1760). На многих книгах был проставлен экслибрис, выполненный В. М. Васнецовым. В библиотеку Остроухова допускались немногие.
В 1918 году музей был национализирован, а Остроухов назначен его пожизненным хранителем. С 1920 года назывался «Музей иконописи и живописи имени И. С. Остроухова». После смерти хранителя музей расформирован, а его фонды разошлись по музеям. Значительная часть коллекции икон Остроухова находится в собрании отдела древнерусского искусства Третьяковской галереи.

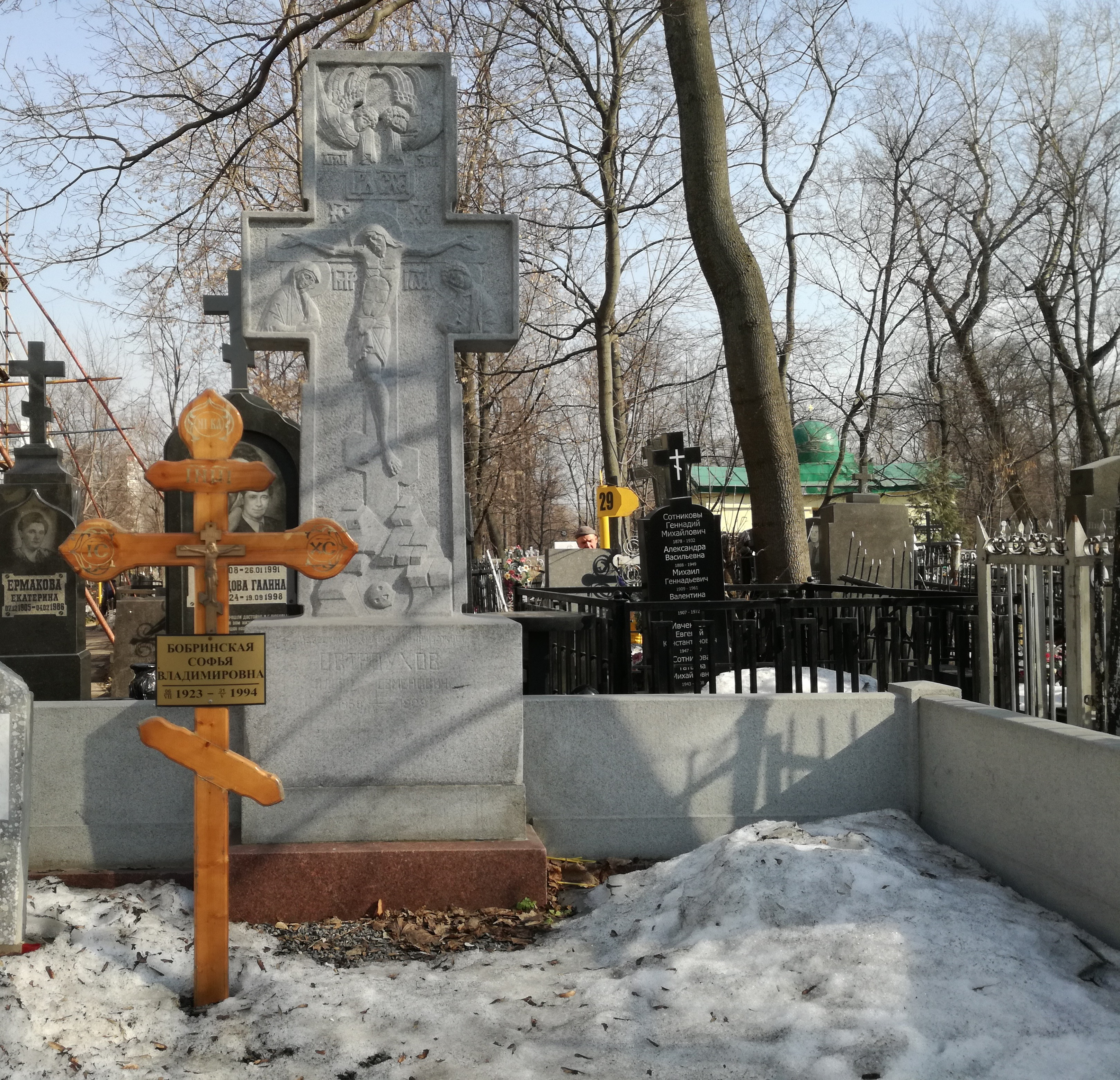
Могила Остроухова на Даниловском кладбище в Москве

И. С. Остроухов был прекрасным музыкантом. В декабре 1884 года в письме П. Д. Антиповой Е. Д. Поленова писала, что Е. Г. Мамонтова и Остроухов играли Девятую симфонию Бетховена с комментариями. А когда Васнецов уехал в Киев расписывать Владимирский собор, Остроухов писал ему: «… очень хотим Вас видеть среди нас хоть на несколько деньков… мы сыграем Вам в 4 руки не только 4-ю и 8-ю симфонии Бетховена, последние новости нашего репертуара, но даже преподнесем и Баха — „страдания Христа“ по Евангелисту Матвею».
В марте 1929 года сильно болеющий, полуслепой Остроухов был лишён избирательных прав как «бывший домовладелец и совладелец чайной торговли»; через четыре месяца, 8 июля, скончался на 71-м году жизни и был похоронен на Даниловском кладбище в Москве. Через месяц Музей иконописи и живописи И. С. Остроухова был ликвидирован. Жену Остроухова выгнали из дома и она жила до своей смерти в одном из московских подвалов.
С 1979 года дом Остроухова стал частью Государственного литературного музея («Дом И. С. Остроухова в Трубниках»). В музее организуют сменные выставки по истории литературы XX века и выставки художников, связанных с литературой.

## Пейзажи И. С. Остроухова

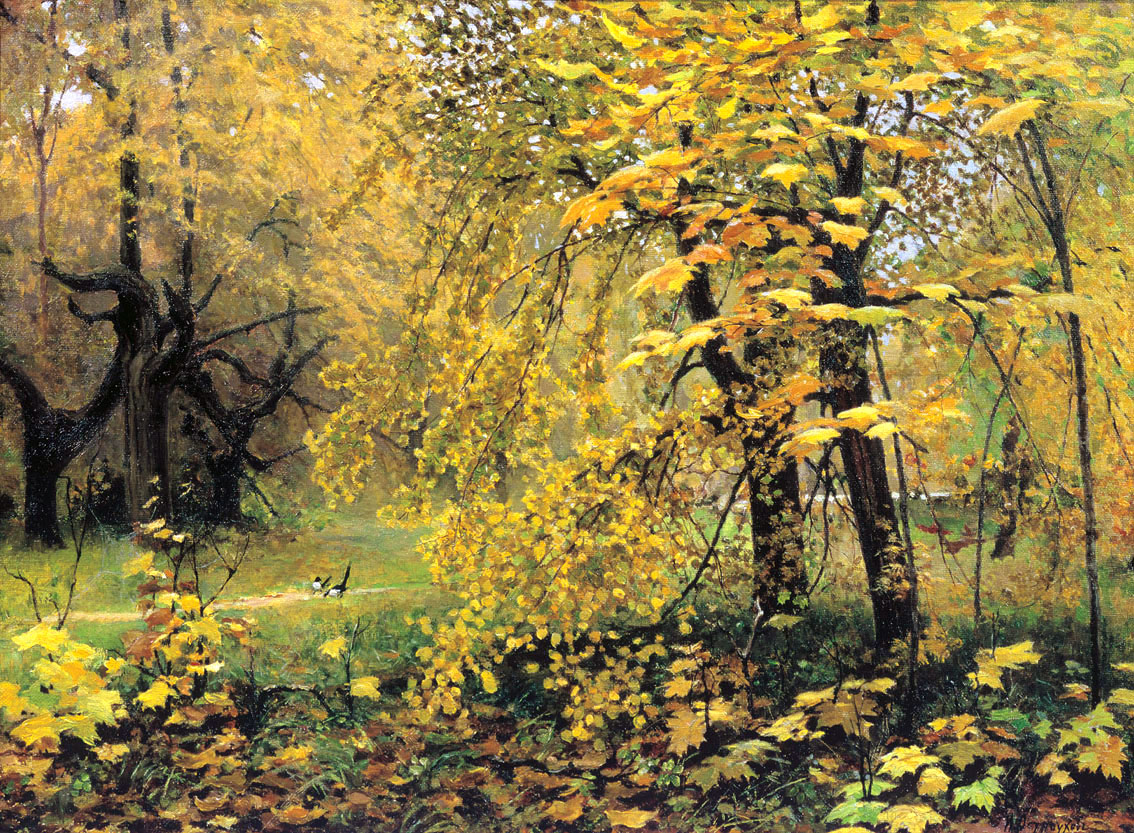
Золотая осень. 1886. Холст, масло. Государственная Третьяковская галерея, Москва
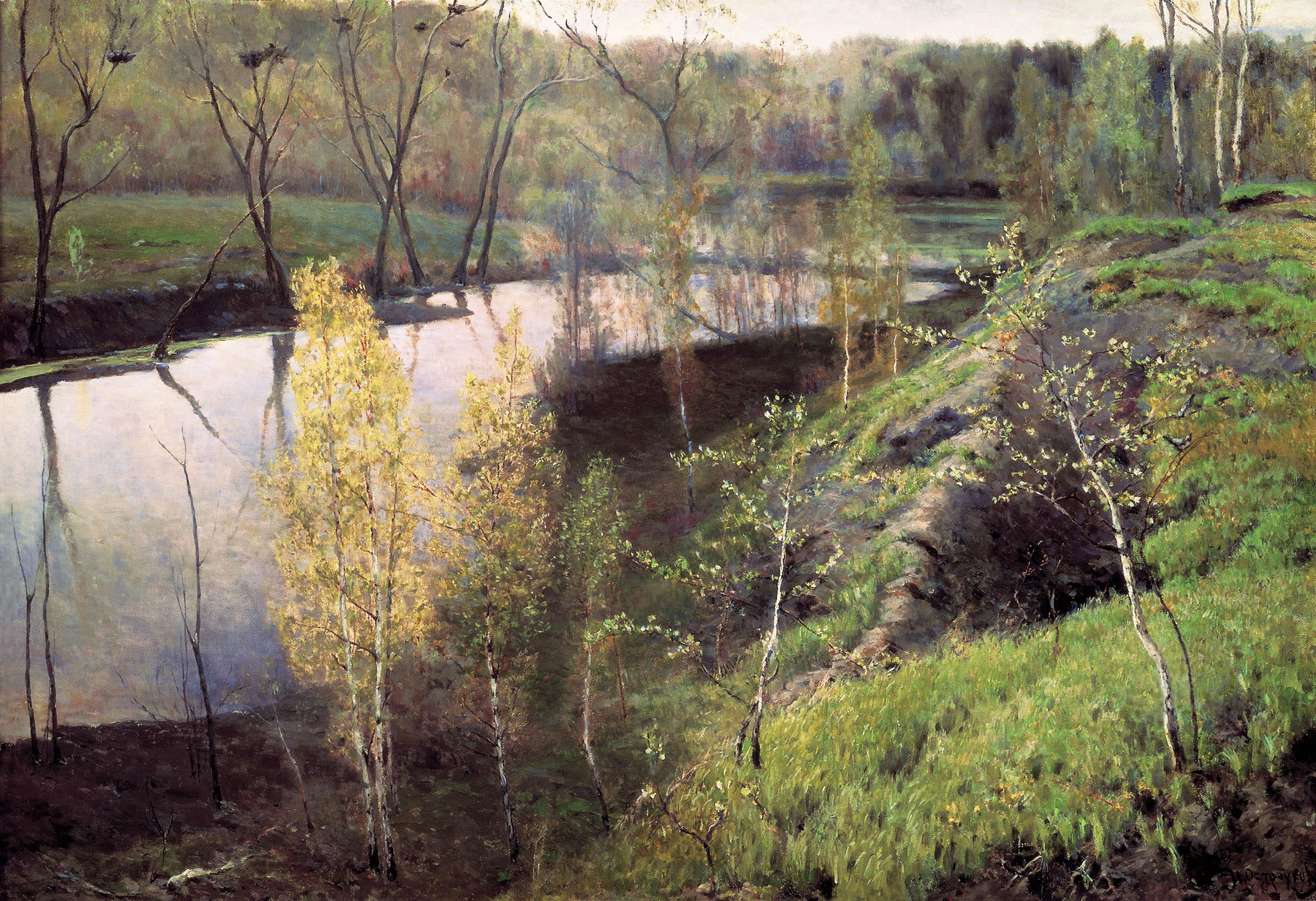
Первая зелень. 1887. Холст, масло. Государственная Третьяковская галерея, Москва
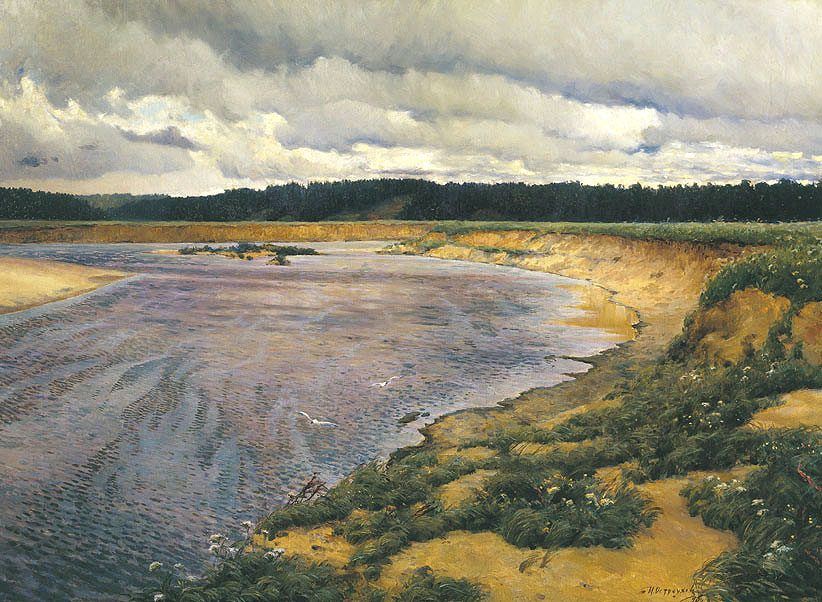
Сиверко. 1890. Холст, масло. Государственная Третьяковская галерея, Москва
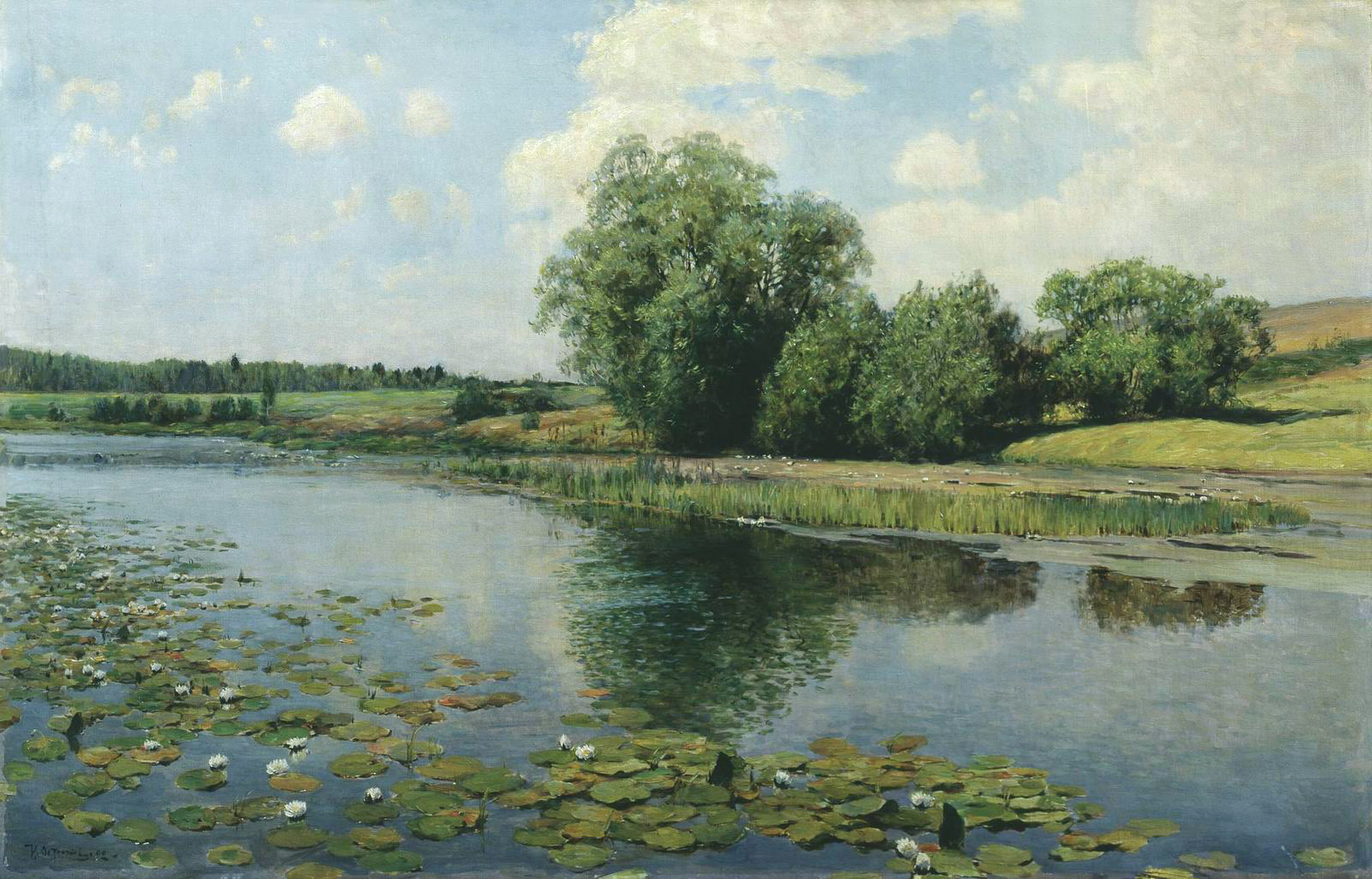
Речка в полдень. 1892. Холст, масло. Пермская государственная художественная галерея

## Остроухов как мастер знато́ческой атрибуции картин

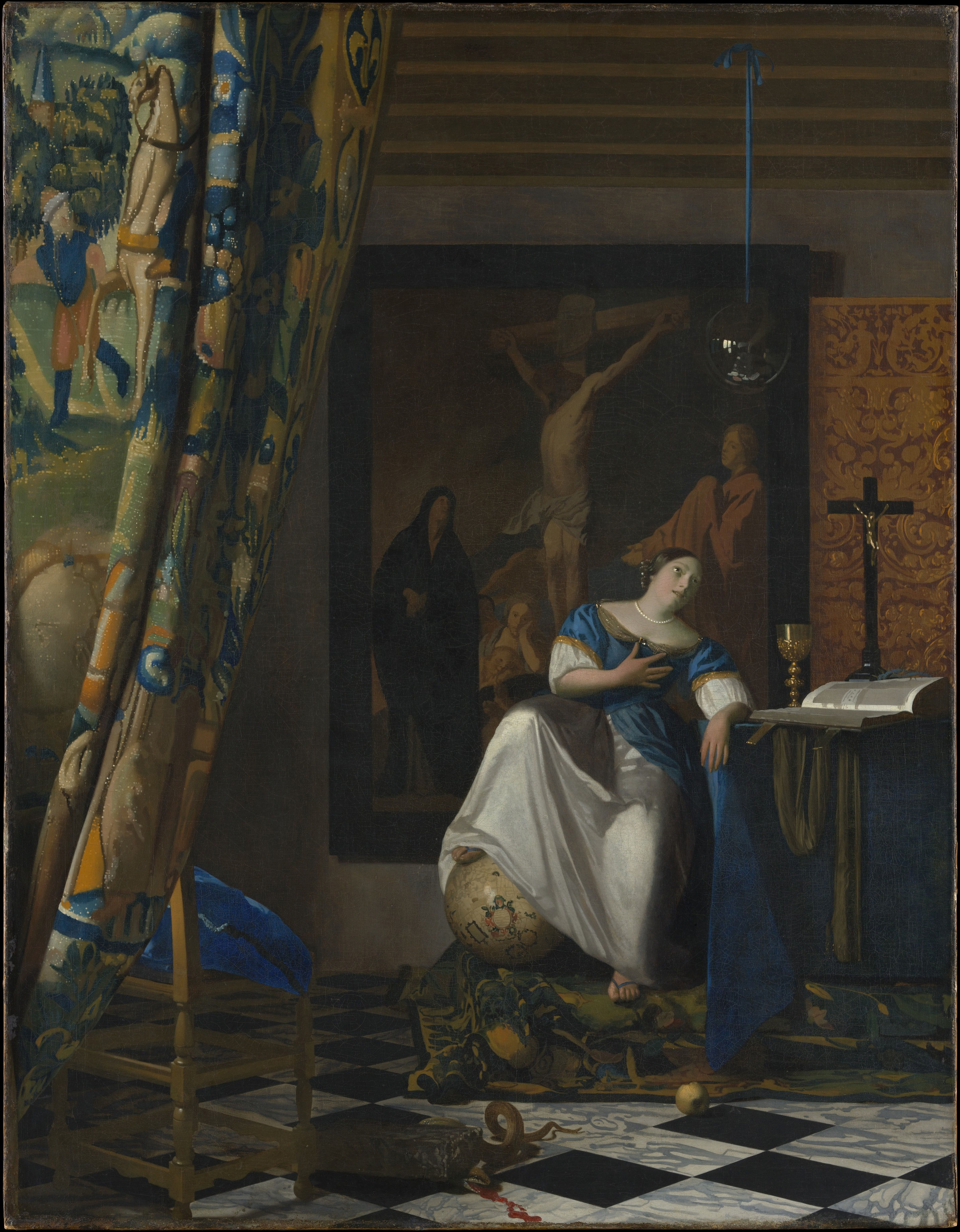
Я. Вермеер. Аллегория веры. 1670—1672. Холст, масло. Метрополитен-музей, Нью-Йорк

По словам А. М. Эфроса художник Остроухов был не просто выдающимся собирателем произведений искусства, «он был самым настойчивым, самым последовательным, самым страстным открывателем, какого знало русское коллекционерство». Как опытный живописец при определении авторства картин он пользовался методом интуитивной, так называемой «знато́ческой» атрибуции. «Тут находка, — писал Эфрос, — догоняла находку. Предел им был только в его проницательности, в его хватке и в его капризах. Но свои капризы он считал приговорами вкуса и знания».
В мастерскую Остроухова на экспертизу «шла вся Москва». Он любил давать оценку с первого взгляда. Сам художник повторял: «Пусть искусствоведы представят мне хоть кипу документов в подтверждение своей атрибуции — если я вижу, что это не Рембрандт, значит, это не Рембрандт!». Остроухов делал тончайшие наблюдения, доверяясь собственному чутью художника, а про то, что не любил, говорил просто: «чепуха и дрянь». Но однажды судьба сыграла с ним злую шутку. Коллекционер Дмитрий Иванович Щукин, один из трёх братьев, московских собирателей живописи, показал Остроухову купленную по случаю небольшую картину. Знаток посмотрел и бросил свое обычное: «чепуха и дрянь». Щукин картину продал, а потом оказалось, что это было неизвестное тогда творение Яна Вермеера Делфтского, произведений которого до сих пор нет в России. «А теперь „Аллегория“ Вермеера, — писал Эфрос, — висит в Гаагском музее, утверждённая в своем великом звании… Останься она у нас — это был бы единственный Вермеер русских музеев». Остроухов так и не признал своей ошибки, более того, он настаивал на том, что искусствоведы обладают «свиным глазом» и не видят живописи. Для Остроухова, чутьём живописца распознававшего манеру любимых художников, предложенная картина была очевидно не подлинной, поскольку не соответствовала, по его мнению, стилю и манере замечательного голландца. Отвергнутую Остроуховым картину купил выдающийся голландский искусствовед, коллекционер и мастер атрибуций Абрахам Бредиус. В 1889—1909 годах Бредиус был директором картинной галереи Маурицхёйс в Гааге. Ныне «Аллегория веры» Вермеера хранится в музее Метрополитен в Нью-Йорке.

## Архив
Личный фонд И. С. Остроухова хранится в Российском государственном архиве литературы и искусства. Он насчитывает 1527 единиц хранения за 1858–1929 гг. и содержит личные и рабочие документы, переписки и рукописи (в т.ч. статьи; выписки из книг и заметки для работы над книгой об Андрее Рублеве; списки и каталоги картин, икон, антикварных вещей и книг; дневники и др.).